# Ulric Neisser
Ulrich Gustav Neisser, soprannominato Dick (Kiel, 8 dicembre 1928 – Ithaca, 17 febbraio 2012), è stato uno psicologo tedesco naturalizzato statunitense.
È noto per aver sistematizzato una prospettiva nascente negli anni sessanta, il cognitivismo, mediante la sua opera: Psicologia cognitivista del 1967. In questo testo, Neisser descrive le opere fin qui nate come opere di stampo cognitivista in quanto in esse vi è rintracciabile la metafora di uomo come elaboratore di informazioni; è una nota similitudine in campo psicologico che associa l'uomo al computer. 
Nel 1976, però, fu lo stesso Neisser a criticare questa metafora, resa col tempo sempre più rigida e lontana dalla realtà vissuta quotidianamente, nel testo Conoscenza e realtà. Quest'ultimo approccio, definito ecologico, venne profondamente influenzato dalle idee di Gibson.

## Il modello HIP (Human Information Processing)
Neisser propose il modello HIP (Human Information Processing) che considerava la mente umana come un elaboratore di informazioni. Gli individui possono conoscere il mondo attraverso le funzioni mentali come la percezione, l'attenzione, la memoria, il pensiero. Grazie ai processi mentali è possibile trasformare, ridurre, lavorare, immagazzinare e recuperare le informazioni che arrivano ai nostri sistemi sensoriali. Tutte le attività che svolgiamo grazie ai processi cognitivi sono per la maggior parte consapevoli e attengono alle nostre risposte volontarie piuttosto che involontarie.
Il soggetto non è passivo di fronte agli stimoli, ma procede alla ricerca attiva e selettiva di informazioni funzionali per i suoi bisogni ed interessi.

## Opere
- Cognitive Psychology, 1967
  - Psicologia cognitivistica, tr. it. Giovanni Bruno Vicario, Milano, Martello Giunti, 1976
- Cognition and Reality, 1976
  - Conoscenza e realtà: un esame critico del cognitivismo, tr. it. Maria Bagassi, Bologna, Il Mulino, 1981. ISBN 8815062718
- Remembering Reconsidered, con Eugene Winograd
  - La memoria: nuove prospettive secondo gli approcci ecologici e tradizionali, tr. it. Giuseppe Pessa, Padova, CEDAM, 1994. ISBN 8813180950